# La fine (Fallout)
La fine (The End) è il primo episodio della serie televisiva drammatica post-apocalittica americana Fallout. L'episodio è stato scritto dagli sviluppatori della serie Geneva Robertson-Dworet e Graham Wagner e diretto dal produttore esecutivo Jonathan Nolan. È uscita su Amazon Prime Video il 10 aprile 2024, insieme al resto della stagione.
La serie racconta le conseguenze di uno scontro nucleare apocalittico ambientato in una storia alternativa della Terra, in cui i progressi nella tecnologia nucleare dopo la Seconda Guerra Mondiale hanno portato all'emergere di una società retrofuturistica e a una successiva guerra per le risorse. I sopravvissuti si rifugiarono nei rifugi antiatomici noti come Vault, costruiti per preservare l'umanità in caso di annientamento nucleare. L'episodio segue Lucy MacLean (Ella Purnell), una giovane donna che abbandona la sua casa nel Vault 33 per avventurarsi nelle pericolose e spietate terre desolate di una Los Angeles devastata, alla ricerca del padre Hank (Kyle MacLachlan).
La première della serie ha ricevuto recensioni positive dalla critica, che ha elogiato la regia, le interpretazioni e la scenografia di Nolan.

## Trama

### Prologo: La fine
Il 23 ottobre 2077, durante una festa di compleanno a Los Angeles, il famoso attore Cooper Howard (Walton Goggins) intrattiene i bambini con i suoi numeri da cowboy, mentre gli adulti sono distratti dalle notizie riguardanti una possibile minaccia nucleare. Mentre i bambini entrano per mangiare la torta, Cooper parla con la figlia Janey (Teagan Meredith) della sua riluttanza ad alzare il pollice per una fotografia, a causa delle sue esperienze come marine; gli era stato insegnato che un fungo atomico più grande delle dimensioni apparenti di un pollice sarebbe stato inevitabilmente mortale. Una bomba atomica colpisce la città in lontananza, inviando un'onda d'urto verso la casa. L'attacco scatena il caos e i partecipanti alla festa fuggono; alcuni tentano di entrare in un rifugio antiatomico, ma vengono respinti dal proprietario della casa. Cooper prende la figlia e fugge a cavallo mentre altre bombe colpiscono la città; la Terra è teatro di un olocausto nucleare.

### Parte 1: Lucy
219 anni dopo, gruppi di esseri umani vivono in colonie sotterranee note come "Vault", costruite dalla Vault-Tec per "preservare la società americana in caso di guerra nucleare". Una giovane donna, Lucy MacLean (Ella Purnell), è una modella abitante del Vault e figlia del sovrintendente del Vault 33, Hank MacLean (Kyle MacLachlan). Desiderando sposarsi, convince un consiglio speciale a concederle un matrimonio con un uomo del vicino Vault 32. Dopo il matrimonio, Lucy e il suo nuovo marito Monty (Cameron Cowperthwaite) consumano il loro matrimonio. Nel frattempo, il fratello minore di Lucy, Norm (Moisés Arias), inizia a sospettare dei visitatori del Vault 32 e inizia a indagare sul Vault vuoto. Scopre che il Vault 32 è stato saccheggiato e trova il cadavere mutilato di un abitante del Vault.
Poco dopo, i nuovi arrivati dal Vault 32 iniziano ad assassinare gli abitanti del Vault 33 e, dopo aver rilevato alti livelli di radiazioni dal suo Pip-Boy, Lucy capisce che i visitatori sono in realtà predoni provenienti dalla superficie. Monty diventa aggressivo e aggredisce brutalmente Lucy, pugnalandola all'addome. Nonostante le gravi ferite, riesce a colpirlo a sua volta, tagliandogli il volto e la gola con dei vetri rotti. Dopo essersi iniettata uno Stimpak, Lucy si precipita nella reception principale e scopre che i predoni stanno attaccando ferocemente gli abitanti del Vault. Monty le tende un'imboscata, ma Hank lo attacca alle spalle e lo annega. Incontrano Lee Moldaver (Sarita Choudhury), il capo dei predoni. Minacciando la vita di Lucy e di molti altri abitanti del Vault, Moldaver droga Hank e lo porta in superficie. In seguito, Lucy decide di trovare suo padre e lascia il Vault 33 con l'aiuto di Norm e del loro cugino Chet (Dave Register). Rimane sbalordita nello scoprire le rovine devastate di Los Angeles, poiché fino a quel momento non aveva mai saputo che aspetto avesse o che sensazione desse la luce naturale del sole.

### Parte 2: Maximus
La Confraternita d'Acciaio, un'organizzazione dedita alla salvaguardia della tecnologia prebellica, addestra i giovani in un campo di addestramento alla periferia di Los Angeles. Un aspirante, Maximus (Aaron Moten), è geloso quando il suo amico Dane (Xelia Mendes-Jones) viene scelto per diventare scudiero. Tuttavia, la candidatura di Dane viene sabotata quando qualcuno nasconde una lametta nel suo stivale, ferendolo gravemente. Maximus è sospettato e durante l'interrogatorio ammette di averci pensato, ma la Confraternita sceglie di non punirlo quando professa la volontà di accettare il suo destino. Maximus viene nominato scudiero del cavaliere Titus e gli viene assegnato, insieme alla sua truppa, l'incarico di inseguire uno scienziato dell'Enclave fuggito con una pericolosa tecnologia.

### Parte 3: Il Ghoul
Col favore della notte, tre cacciatori di taglie si intrufolano in un cimitero dove dissotterrano "il Ghoul", un Cooper Howard ancora vivo e fortemente mutato, tenuto prigioniero per diversi anni da un boss di nome Dom Pedro. I cacciatori di taglie, consapevoli della reputazione del Ghoul come assassino e braccatore, gli chiedono aiuto per trovare lo scienziato dell'Enclave e si offrono di dividere la sua taglia. Il Ghoul li tradisce allegramente, uccidendone due e seppellendo vivo il terzo nella sua tomba vuota. Poi parte per andare a cercare lo scienziato.

## Produzione

### Sviluppo
Nel gennaio 2022, Jonathan Nolan è stato confermato per dirigere il primo episodio.

### Colonna sonora
La colonna sonora è composta da Ramin Djawadi. L'episodio presentava molte canzoni, tra cui "Orange Colored Sky" di Nat King Cole, "Don't Let the Stars Get in Your Eyes" di Perry Como, "Some Enchanted Evening" dei The Castells, "So Doggone Lonesome" e "All Over Again" di Johnny Cash, e "Crawl Out Through The Fallout" di Sheldon Allman.

## Pubblicazione
L'episodio, insieme al resto della stagione, è stato presentato in anteprima il 10 aprile 2024 su Amazon Prime Video. Originariamente la stagione avrebbe dovuto debuttare il 12 aprile 2024.

## Critica
"La fine" ha ricevuto recensioni positive dalla critica. William Hughes di The AV Club ha dato all'episodio un voto "B" e ha scritto: "Se questi tre capitoli fossero sembrati un pezzo unico, o come se fossero stati pensati per commentarsi a vicenda, o anche, onestamente, come se provenissero dallo stesso programma televisivo, punto e basta, l'interpolazione avrebbe potuto creare qualcosa di speciale. Così com'è, Fallout si apre con un episodio davvero forte con un paio di episodi più deboli improvvisati sulla sua cornice. Non è la fine del mondo o qualcosa del genere, ma è comunque una delusione".
Jack King di Vulture ha dato all'episodio una valutazione di 4 stelle su 5 e ha scritto: "Dividere il tempo tra tre diversi protagonisti è un rischio per Fallout, soprattutto considerando che la prima stagione è composta da soli otto episodi. Si teme che uno dei personaggi possa sentirsi trascurato. Finora, tutto bene, e non sorprende che passiamo la maggior parte del nostro tempo con Lucy come il sostituto più ovvio del pubblico. A mio avviso, tuttavia, l'episodio lascia il meglio per ultimo."
Sean T. Collins di Decider ha scritto: "Se l'ambiente del Vault è comunque opera di un proiettore cinematografico, un bel riff sullo splendore vivido ' Todd-AO di Oklahoma! avrebbe potuto fare al caso nostro. Ma mentre questo può avere un impatto qualitativo sullo show, non ostacola i suoi obiettivi, che sono di creare uno show di videogiochi divertente con un senso dell'umorismo vietato ai minori, un po' di roba disgustosa e l'occasionale atrocità storico-mondiale per ricordarci che non è sempre un buon momento. Direi che hanno fatto ciò che si erano prefissati di fare". Ross Bonaime di Collider ha scritto: "In appena un'ora, il primo episodio ' Fallout fa un ottimo lavoro nel seminare informazioni importanti attraverso la storia lasciando comunque molto all'immaginazione, oltre a presentare questi tre personaggi, ognuno con la propria percezione unica del mondo".
Joshua Kristian McCoy di Game Rant ha dato all'episodio una valutazione di 3,5 stelle su 5 e ha scritto: ""La fine" è un inizio solido, ma presagisce chiaramente qualcosa di molto più piacevole per il futuro ' Fallout ". Greg Wheeler di The Review Geek ha dato all'episodio una valutazione di 4 stelle su 5 e ha scritto: "Il primo episodio di Fallout inizia in modo decente, con un bottino   a diversi personaggi. In realtà funziona sorprendentemente bene per dividere l'attenzione tra diverse persone e comprendere meglio il mondo e come tutto si incastra insieme."